# Десерты из мороженого
Десе́рты из моро́женого — холодные десерты, для приготовления которых можно использовать любое мороженое (ванильное, шоколадное, фруктовое) и другие ингредиенты, как для придания дополнительных вкусовых качеств, так и для украшения: шоколад, фрукты, ягоды, орехи, желе, мармелад, безе, печенье и т. д.. Десерты из мороженого подаются порционно (в отдельной десертной тарелке, креманке, фужере или бокале), а также в виде торта из мороженого или с мороженым, согласно рецепту. К десертам из мороженого подаются специальные десертные приборы.

## Виды

### Европейские десерты
«Персик Мелба»
«Персик Мельба» — классический десерт, созданный в 1892 году Огюстом Эскофье, французским шеф-поваром ресторана гостиницы «Савой» в Лондоне, в честь оперной дивы Нелли Мелба. Готовится из очищенных от кожуры половинок персика, малинового соуса и ванильного мороженого. Десерт стал популярен в США с начала XX века.
«Вишнёвый юбилей»
«Вишнёвый юбилей» — десерт из ванильного мороженого с фламбированным вишнёвым соусом, придуманный, по одной из версий, О. Эскофье в 1897 году к бриллиантовому юбилею королевы Великобритании Виктории.
Кофе по-льежски
Кофе по-льежски — холодный французский десерт, приготовленный из слегка подслащённого кофе, кофейного мороженого и взбитых сливок. До Первой мировой войны и штурма Льежа в 1914 году назывался «кофе по-венски».
Мороженое-спагетти
Мороженое-спагетти — немецкий десерт из мороженого, который приготовлен так, чтобы выглядеть, как тарелка спагетти. Этот десерт придумал мангеймский мороженщик Дарио Фонтанелла в 1969 году.
Семифредо
Семифредо (итал. semifreddo — буквально «полухолодный») — традиционный итальянский десерт из мороженого с различными наполнителями: орехами, фруктами, ягодами, шоколадом. Появился в начале XX века.

### Торты
Особую группу среди десертов из мороженого составляют торты из мороженого и с мороженым, являющихся разновидностью так называемых «холодных тортов» (когда десерт не выпекается в духовке, а просто охлаждается в холодильнике, как например, тирамису). Если первые готовятся полностью из мороженого, то для приготовления тортов с мороженым используют испечённую одну или несколько лепёшек из сдобного теста: бисквитного, песочного, меренги и мороженое.
- Торт-мороженое
- Торт-мороженое с мятой
- Торт-мороженое «Запечённая Аляска»

### Американские десерты
Strawberries Arnaud
Strawberries Arnaud («Клубничный Арно») — самый дорогой в мире десерт, стоимостью 1,4 млн $, который подаётся в ресторане Arnaud’s в Новом Орлеане. Десерт был создан Арно (Арчи) Касбаряном (Archie (Arnaud) Casbarian). Десерт готовится из клубники, лайма, апельсина, красного вина и ликёра с добавлением мороженого и взбитых сливок для украшения. Десерт подаётся в бокале для шампанского и дополняется красным портвейном «Charles X».
Сандей
Са́ндей — десерт из мороженого, который обычно готовится из шариков мороженого, украшенных фруктовым сиропом или желе, раскрошёнными орехами, шоколадом, взбитыми сливками и ягодами.
Жареное мороженое
Жареное мороженое — шарик мороженого, замороженный до твёрдого состояния и обжаренный во фритюре.
Банановый сплит
Банановый сплит — вид сандея, приготовленный из мороженого, половинок банана, взбитых сливок и коктейльной вишни.
Банановый фостер
Банановый фостер — вид сандея, приготовленный из бананового фламбе с ромом, банановым ликёром и специями.
Американское парфе
Американское парфе — вид сандея, приготовленный из мороженого, гранолы, сиропа и ликёра.

### Безалкогольные напитки с мороженым
Глясе
Глясе (фр. glacé — замороженный, застывший) — кофе с мороженым.
Молочные напитки с мороженым
Из мороженого готовятся различные освежающие безалкогольные напитки: молочные, газированные, фраппе, с сиропами, соками и т. п. Готовят эти напитки смешивая и взбивая предварительно охлаждённые ингредиенты. Посуду, в которой сервируют коктейли, также предварительно охлаждают. Подготовленные ингредиенты взбивают в блендере, c помощью миксера, веничком или пружинной взбивалкой.